# Diócesis de Orizaba
La diócesis de Orizaba (en latín: Dioecesis Orizabensis) es una circunscripción eclesiástica de la Iglesia católica en México. Se trata de una diócesis latina, sufragánea de la arquidiócesis de Xalapa. Desde el 2 de febrero de 2015 su obispo es Francisco Eduardo Cervantes Merino.

## Territorio y organización
La diócesis tiene 2012 km² y extiende su jurisdicción sobre los fieles católicos de rito latino residentes en el estado de Veracruz en 28 municipios de su parte central. Forma parte de la Región Pastoral Golfo.
La sede de la diócesis se encuentra en la ciudad de Orizaba, en donde se halla la Catedral de San Miguel Arcángel.
En 2021 en la diócesis existían 44 parroquias agrupadas en 6 decanatos: Orizaba, Citlaltépetl, Zongolica, Tequila, Ixtaczoquitlán, Fabril y Santa Rosa de Lima.

## Historia
La diócesis fue erigida el 15 de abril de 2000 con la bula Adiutorium ferre del papa Juan Pablo II, obteniendo el territorio de la arquidiócesis de Xalapa. Su primer obispo fue Hipólito Reyes Larios.
El 3 de agosto de 2001 se fundó el seminario episcopal La Sagrada Familia.
En junio de 2013 con motivo de la celebración del XIII aniversario de la erección de la diócesis, fueron trasladados a catedral los restos de la señorita Leonor Sánchez López, asesinada en 1937 durante la persecución religiosa del gobernador Adalberto Tejeda.
Su tercer obispo a partir del 2 de febrero de 2015 es Eduardo Cervantes Merino.

## Estadísticas
Según el Anuario Pontificio 2022 la diócesis tenía a fines de 2021 un total de 666 600 fieles bautizados.
| Año                                                                             | Población | Población | Población      | Sacerdotes | Sacerdotes | Sacerdotes | Católicos por sacerdote | Diáconos permanentes | Religiosos | Religiosos | Parroquias y cuasiparroquias |
| Año                                                                             | Católicos | Total     | % de católicos | Total      | Diocesanos | Regulares  | Católicos por sacerdote | Diáconos permanentes | Masculinos | Femeninos  | Parroquias y cuasiparroquias |
| ------------------------------------------------------------------------------- | --------- | --------- | -------------- | ---------- | ---------- | ---------- | ----------------------- | -------------------- | ---------- | ---------- | ---------------------------- |
| 2000                                                                            | 490 000   | 555 302   | 88.2           | 56         | 49         | 7          | 8750                    |                      | 7          | 185        | 35                           |
| 2001                                                                            | 490 000   | 555 302   | 88.2           | 56         | 49         | 7          | 8750                    |                      | 7          | 185        | 35                           |
| 2002                                                                            | 490 000   | 555 302   | 88.2           | 56         | 49         | 7          | 8750                    |                      | 7          | 185        | 35                           |
| 2003                                                                            | 498 648   | 551 010   | 90.5           | 70         | 57         | 13         | 7123                    |                      | 20         | 168        | 40                           |
| 2012                                                                            | 584 000   | 657 000   | 88.9           | 89         | 76         | 13         | 6561                    |                      | 18         | 123        | 43                           |
| 2013                                                                            | 589 000   | 663 000   | 88.8           | 89         | 77         | 12         | 6617                    |                      | 16         | 120        | 43                           |
| 2016                                                                            | 693 770   | 761 193   | 91.1           | 90         | 79         | 11         | 7708                    |                      | 14         | 117        | 44                           |
| 2019                                                                            | 644 401   | 722 345   | 89.2           | 89         | 69         | 20         | 7240                    |                      | 28         | 128        | 44                           |
| 2021                                                                            | 666 600   | 745 220   | 89.5           | 89         | 71         | 18         | 7489                    |                      | 20         | 128        | 44                           |
| Fuente: Catholic-Hierarchy, que a su vez toma los datos del Anuario Pontificio. |           |           |                |            |            |            |                         |                      |            |            |                              |

.

## Episcopologio

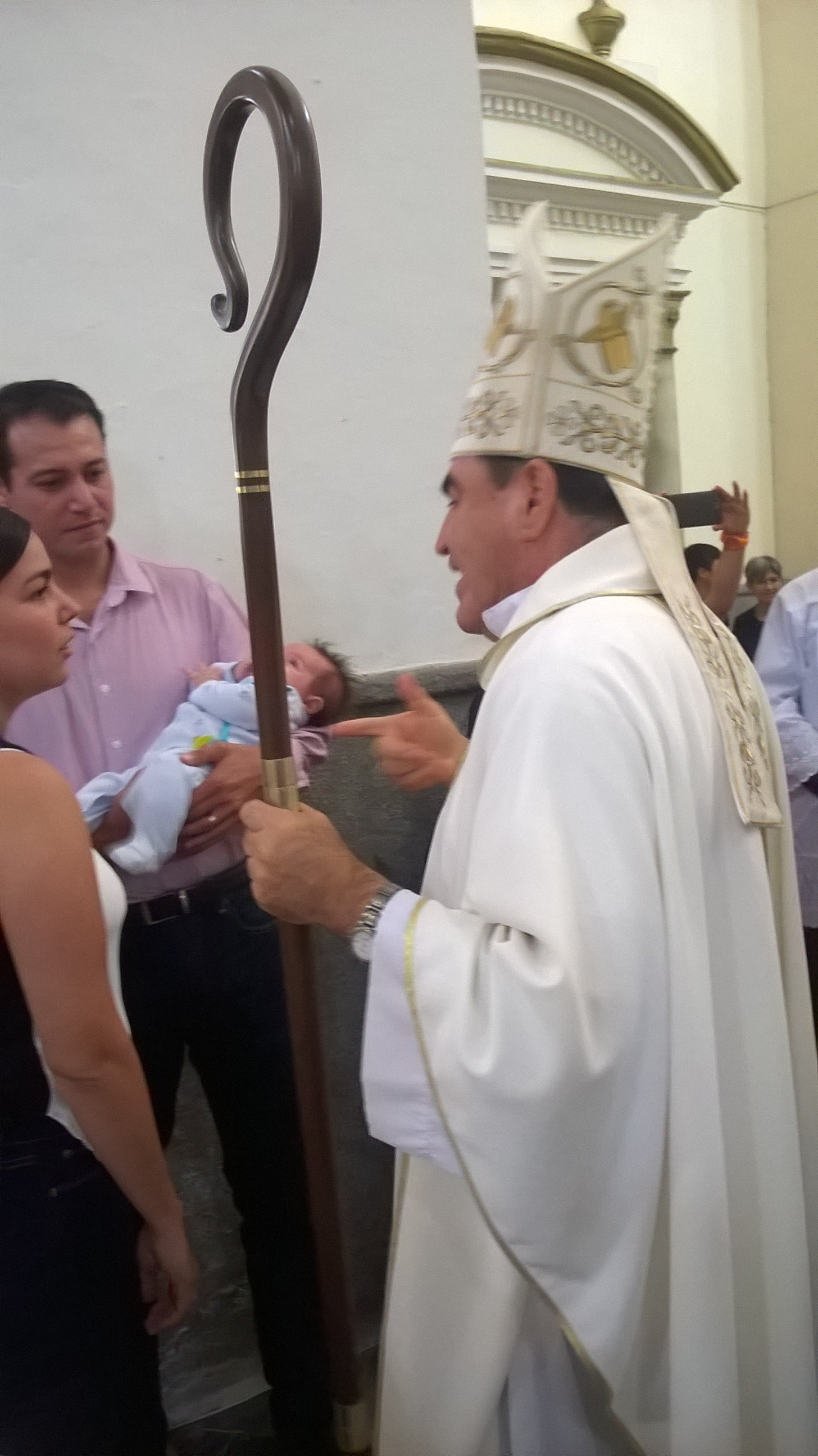
Eduardo Cervantes, III obispo de Orizaba

- Hipólito Reyes Larios † (15 de abril de 2000-10 de abril de 2007 nombrado arzobispo de Xalapa).
- Marcelino Hernández Rodríguez (23 de febrero de 2008-11 de noviembre de 2013 nombrado obispo de Colima).
- Francisco Eduardo Cervantes Merino, desde el 2 de febrero de 2015.